# کیم جونگ-هیون
کیم جونگ-هیون (انگلیسی: Kim Jung-hyun؛ زادهٔ ۵ آوریل ۱۹۹۰) بازیگر اهل کره جنوبی است.

## زندگی هنری
کیم جونگ هیون فعالیت جدی خود را با فیلم The bigenning of murder شروع کرد و سپس با فیلمهای Going my home و Overman جایگاهش در سینما را تثبیت کرد.
او با سریال های مدرسه ۲۰۱۷ و خنده در وایکیکی در تلویزیون کره مطرح شد و با سریال سقوط بر روی تو به شهرت زیادی رسید.
او در سال ۲۰۲۰ با شین هه سون همبازی شد و با بازی در سریال آقای ملکه به شهرت بین المللی بالایی دست یافت.

## فیلم شناسی

### مجموعه تلویزیونی
| سال       | نام اثر          | کاراکتر          | شبکه |
| --------- | ---------------- | ---------------- | ---- |
| ۲۰۱۶      | حسادت آشکار      | پیو چی یئول      | SBS  |
| ۲۰۱۷      | عشق یخ زده       | گو مان سو        | MBC  |
| ۲۰۱۷      | مدرسه ۲۰۱۷       | هیون ته-وون      | KBS2 |
| ۲۰۱۷      | درامای ویژه      | بائه چی هوان     | KBS2 |
| ۲۰۱۸      | خنده در وایکیکی  | کانگ دونگ گو     | JTBC |
| ۲۰۱۸      | زمان             | چئون سو هو       | MBC  |
| ۲۰۲۰–۲۰۱۹ | سقوط بر روی تو   | گو سئونگ جون     | tvN  |
| ۲۰۲۰      | قرار شام دو نفره | لی یونگ دونگ     | MBC  |
| ۲۰۲۱–۲۰۲۰ | آقای ملکه        | پادشاه چئول جونگ | tvN  |
| ۲۰۲۳      | گوکدو: فصل خدا   | گوکدو-جین وو     | MBC  |

### فیلم سینمایی
| سال      | نام اثر             | کاراکتر     |
| -------- | ------------------- | ----------- |
| ۲۰۱۴     | Bigenning of murder | دو هیون     |
| ۲۰۱۶     | Going my home       | لی شی جون   |
| ۲۰۱۶     | Overman             | چوی دو هیون |
| ۲۰۱۷     | One day             | مدیر چا     |
| ۲۰۱۸     | Stay with me        | وو جین      |
| ۲۰۱۹     | Rosebud             | وو سئونگ    |
| upcoming | Se²cret             | Detective   |